# Cynopterus titthaecheilus
Cynopterus titthaecheilus је врста слепог миша из породице велики љиљци (Pteropodidae).

## Распрострањење
Ареал врсте је ограничен на једну државу. Индонезија је једино познато природно станиште врсте.

## Станиште
Врста је присутна на подручју острва Суматра и Јава у Индонезији.

## Угроженост
Ова врста је наведена као последња брига, јер има широко распрострањење и честа је врста.